# カワサキ・ZR-7
ZR-7（ゼットアールセブン）は、川崎重工業モーターサイクル&エンジンカンパニーが1999年から2004年にかけて製造販売していた738ccのオートバイである。
この項ではハーフカウルを装備した派生車種のZR-7S（2002年 - 2006年）についても記述する。

## モデル一覧

### ZR-7
ZR750-F1（1999年）
- 1999年3月発売。
- 国内向け車体カラーは2種類をラインナップ。
  - キャンディライトニングブルー (E1) █
  - メタリックシャンパンゴールド (4Q) █
  - キャンディワインレッド (H3)　█　国内向け設定なし

ZR750-F2（2000年）
- 国内向けはF1を継続販売。
- 車体カラーは2種類をラインナップ。
  - キャンディライトニングブルー (E1) █
  - メタリックシャンパンゴールド (4Q) █

ZR750-F3（2001年）
- 2001年3月発売。
- 車両本体価格が665,000円から一万円アップの675,000円に変更。
- 車体カラーはラインナップを一部変更。
  - キャンディライトニングブルー (E1) █
  - ギャラクシーシルバー (F2) █
  - キャンディパーシモンレッド (A5)█ 国内向け設定なし

### ZR-7S
ZR750-H1（2001年）
- 国内仕様設定なし。
- 車体カラーは3種類。
  - キャンディライトニングブルー (E1) █
  - キャンディパーシモンレッド (A5) █
  - ギャラクシーシルバー (F2) █

ZR750-H2（2002年）
- 2002年3月発売。
- 国内向け車体カラーは1種類のみをラインナップ。
  - キャンディライトニングブルー (E1) █
  - キャンディパーシモンレッド (A5) █(国内向け設定なし)
  - ギャラクシーシルバー (F2) █(国内向け設定なし)
  - メタリックブルーバイオレット(SD)(国内向け設定なし)

ZR750-H3（2003年）
- 2003年3月20日発売[1]。
- 吸気系・排気系の改良により「平成13年騒音規制」に適合[1]。これにともない出力が「72ps / 6.2 kg・m」から「67ps / 5.8 kg・m」に変更[2]。なお、2003年モデルのZR-7に仕様変更はなく、同規制には非適合であり出力の変更も行われていない[2]。
- 車体カラーのラインナップを変更[1]。
  - ムーンライトシルバー(473) █
  - キャンディライトニングブルー (E1) █(国内向け設定なし)
  - メタリックルビーレッド (468) █(国内向け設定なし)
  - パールクロームイエロー (1B) █(国内向け設定なし)

ZR750-H4（2004年）
- 2004年発売。
- 仕様諸元に変更は一切なし[3]。
- 車体カラーのラインナップを変更[3]。
  - ムーンライトシルバー(473) █
  - キャンディライトニングブルー (E1) █(国内向け設定なし)
  - メタリックルビーレッド (468) █(国内向け設定なし)

ZR750-H5（2005年）
- 2004年12月25日発売[3]。
- リサイクルマークの追加。それ以外の仕様諸元に変更なし[3]。
- 車体カラーのラインナップを変更[3]。
  - ムーンライトシルバー(473) █
  - メタリックルビーレッド (468) █(国内向け設定なし)